# Лобан, Ноэль
Ноэль Лобан (англ. Noel O Loban; род. 28 апреля 1957, Уимблдон, Большой Лондон) — британский борец вольного стиля, призёр чемпионата Европы, чемпион Содружества, победитель и призёр Игр Содружества, бронзовый призёр летних Олимпийских игр 1984 года в Лос-Анджелесе, участник двух Олимпиад.

## Карьера
Выступал в полутяжёлой (до 90 кг) и тяжёлой (до 100 кг) весовых категориях. Серебряный призёр чемпионата Европы 1988 года в Манчестере. Чемпион Содружества 1987 года. Победитель Игр Содружества 1986 года и серебряный призёр Игр Содружества 1994 года.
На летних Олимпийских играх 1984 года в Лос-Анджелесе Лобан победил представителя ФРГ Бодо Луковского, представителя Мавритании Мамаду Диалло, итальянца Мишеля Аццолу, но проиграл японцу Акира Ота и занял второе место в своей подгруппе. В схватке за олимпийскую бронзу британец победил канадца Кларка Дэвиса.
На следующей Олимпиаде в Сеуле Лобан победил венгра Иштвана Роботку, поляка Войцеха Валу, но затем проиграл американцу Уильяму Шерру, болгарину Георгию Карадушеву и выбыл из дальнейшей борьбы.